# Transatlantycki handel niewolnikami

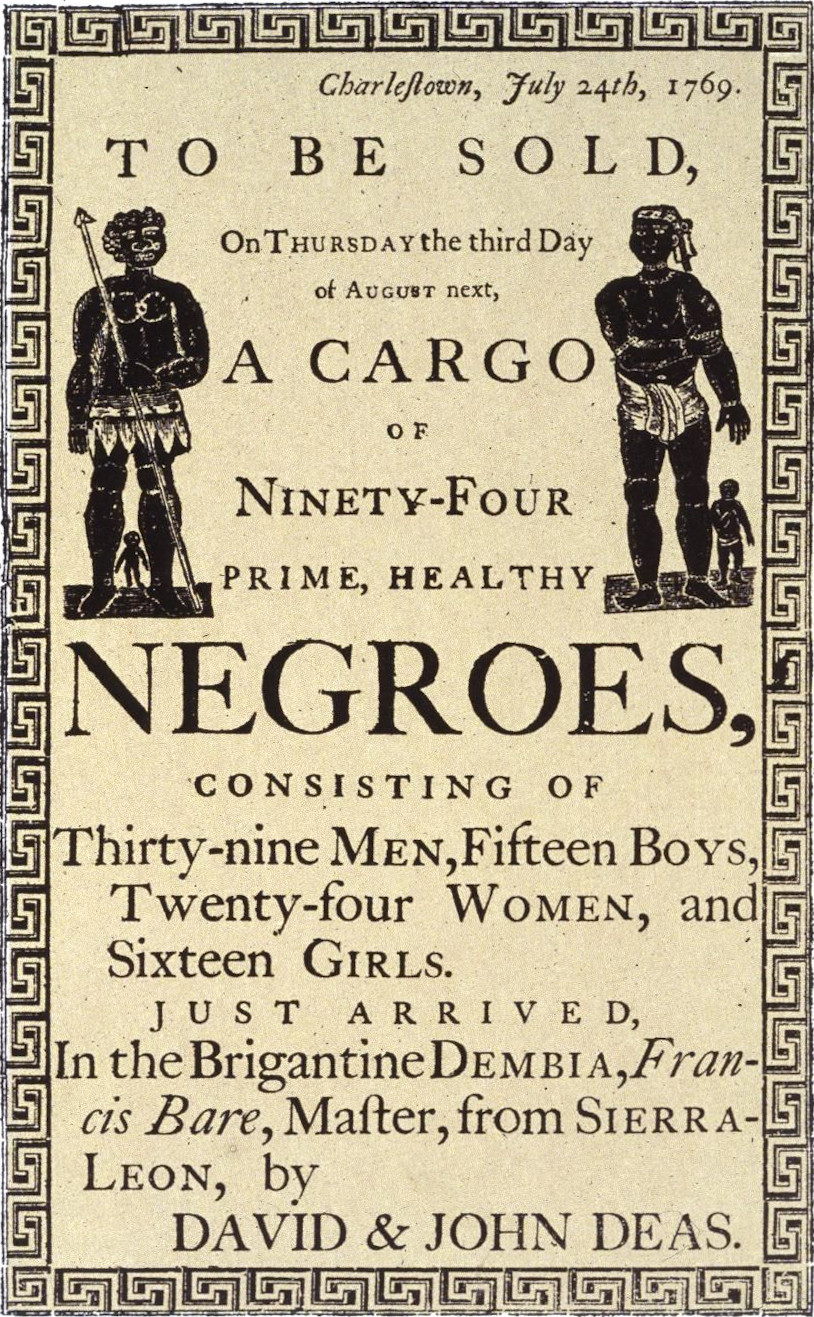
Reprodukcja ulotki reklamującej aukcję niewolników w Charleston w Karolinie Południowej, z 1769 roku

Transatlantycki handel niewolnikami – element światowego handlu trójkątnego, prowadzonego w basenie Oceanu Atlantyckiego od XVI do XIX wieku. Istotą handlu trójkątnego był transport:
- wyrobów szybko rozwijającego się przemysłu (m.in. broń, tkaniny, wyroby żelazne) z Europy do Afryki,
- siły roboczej z Afryki do Ameryki,
- produktów wytworzonych na plantacjach (takich jak: cukier, bawełna, tytoń) oraz surowców (np. drewno, surowce mineralne) z Ameryki do Europy.

W tym międzykontynentalnym cyklu handlowej wymiany dóbr ludzie wykonujący pracę, przewożeni z Afryki, byli traktowani jak własność innych ludzi (niewolnicy).
Handel niewolnikami prowadzili przede wszystkim Portugalczycy, Brytyjczycy, Francuzi, Hiszpanie oraz Holendrzy. Według współczesnych szacunków do Ameryki przetransportowano, wbrew ich woli, 12–15 milionów czarnoskórych mieszkańców Afryki.
Zdecydowaną większość niewolników transportowano z Afryki Zachodniej na kontynent amerykański. Skala tego procederu była tak wielka, że w XVIII wieku czarnoskórzy niewolnicy z Afryki stanowili największą społeczność imigrantów w Nowym Świecie. Większość niewolników trafiała do Ameryki Południowej i na Karaiby, będące obszarem zaciekłej rywalizacji gospodarczej europejskich imperiów kolonialnych.
Handel niewolnikami zapoczątkowany został na obszarze Oceanu Atlantyckiego przez Portugalczyków w XVI wieku. Pierwsza wyprawa mająca na celu transport niewolników ze Starego Świata do Ameryki została zorganizowana w 1526 roku. Niebawem również i inne państwa kolonialne zaczęły wysyłać za ocean statki z niewolnikami na pokładzie. Niewolników uznawano przy tym za towar, który należy szybko przetransportować do Ameryki, gdzie sprzedawano ich właścicielom rozwijających się wówczas plantacji kawy, tytoniu, trzciny cukrowej, bawełny i innych roślin. Niewolnicy pracowali także w kopalniach złota i srebra, na polach ryżowych, przy wycince drzew oraz jako służba w domach bogatych właścicieli.

## Geneza

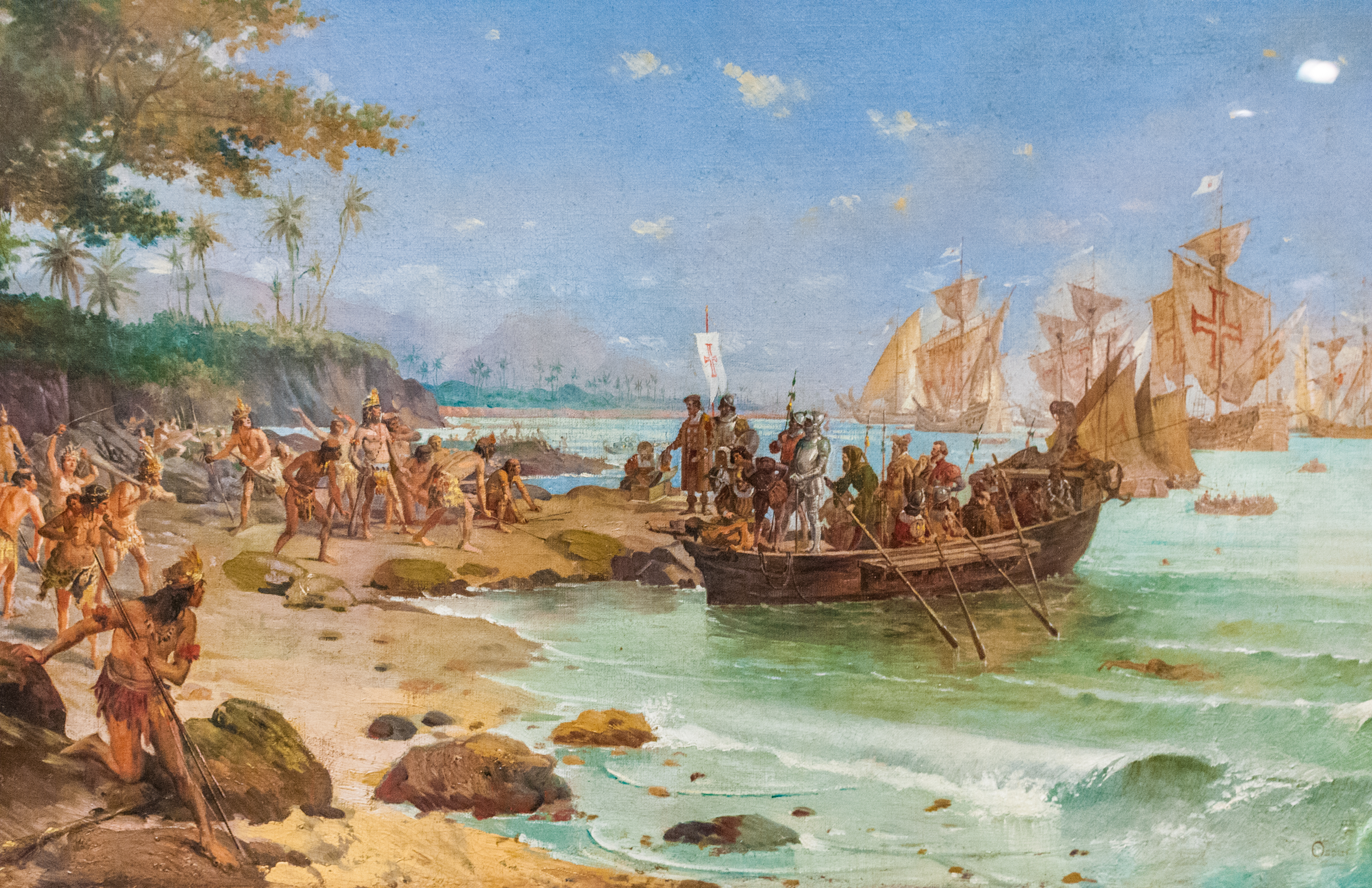
Pedro Álvares Cabral odkrywa Brazylię, obraz Oscara Pereiry da Silva

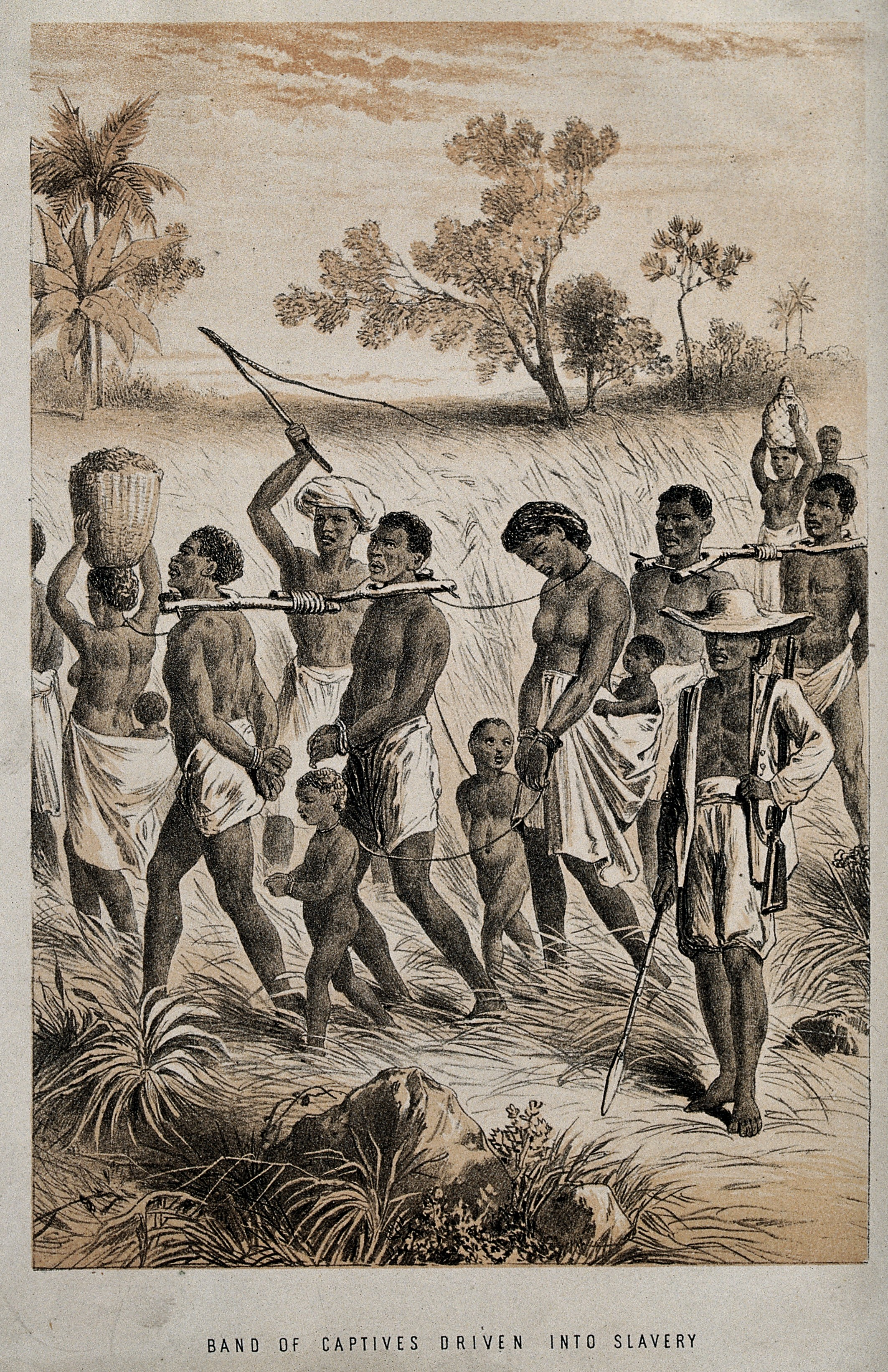
Rysunek przedstawiający grupę kobiet i mężczyzn zabieranych na targ niewolników

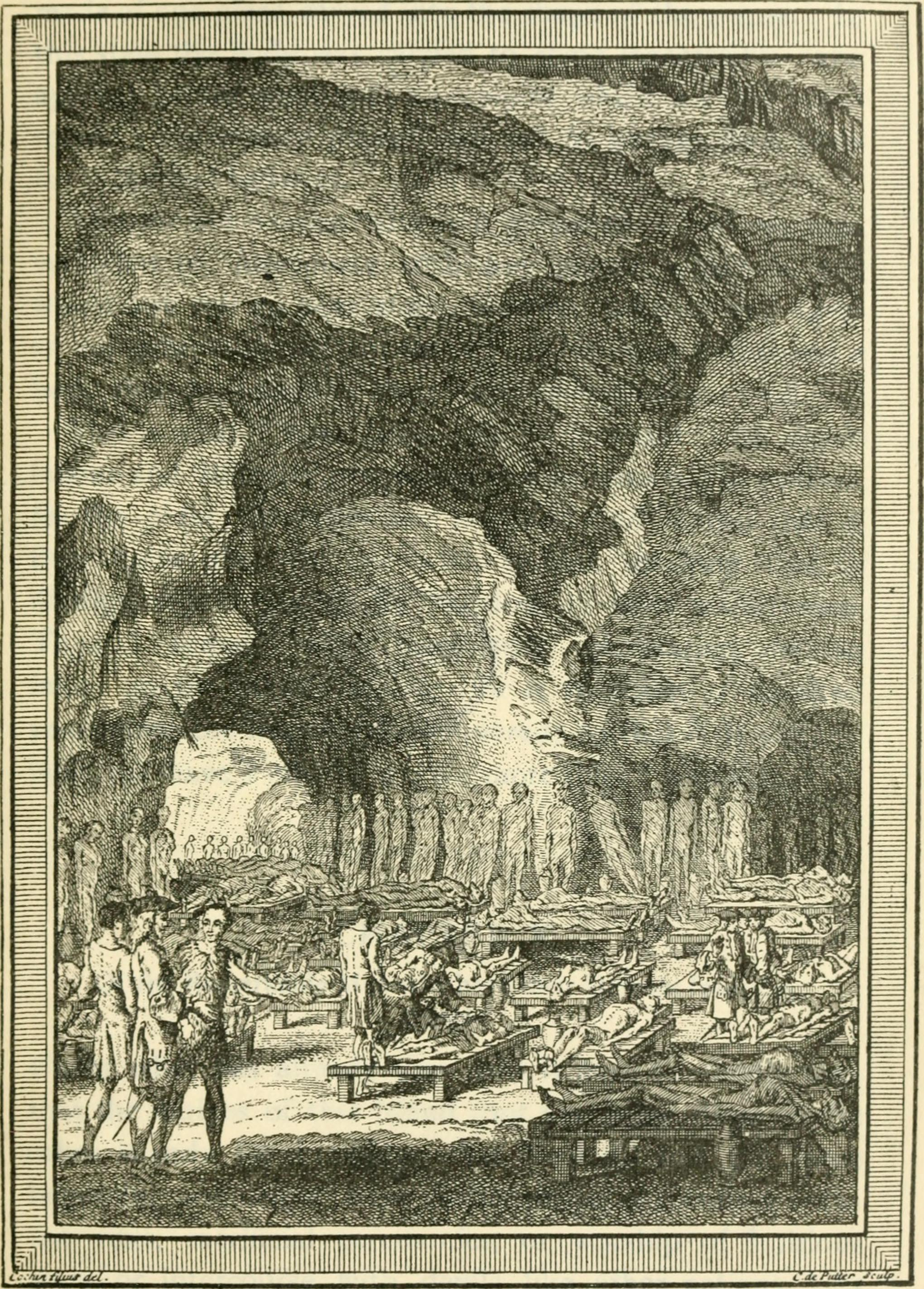
Hiszpańscy konkwistadorzy w nekropolii Guanczów na Teneryfie

### Podróże transatlantyckie
Transatlantycki handel niewolnikami narodził się w wyniku nawiązania pierwszych kontaktów handlowych państw europejskich z Nowym Światem. Początkowo był ograniczany przez niebezpieczeństwa związane z podróżami po Oceanie Atlantyckim. Wraz z rozwojem żeglugi oraz skonstruowaniem nowych, bardziej odpornych na trudne warunki pogodowe typów statków, zaobserwowano znaczące ożywienie handlu niewolnikami. W XVII i XVIII stuleciu Afrykę Zachodnią odwiedziło około 300 tysięcy żeglarzy zaangażowanych w transport niewolników. Nawiązali tam kontakty z lokalnymi społecznościami, które dotąd pozostawały im nieznane. Francuski historyk Pierre Chaunu stwierdził, że poskutkowało to zakończeniem izolacji części spośród wspólnot plemiennych oraz wzrostem kontaktów międzyplemiennych wśród innych.
Zgodnie ze słowami amerykańskiego historyka Johna Thorntona, rozmaite czynniki techniczne i geograficzne sprawiły, że Europejczycy zaczęli dążyć do rozwoju handlu na obszarze Oceanu Atlantyckiego. Na innych kontynentach poszukiwali nie tylko nowych źródeł różnego rodzaju surowców naturalnych, lecz również alternatywy dla handlu z Imperium Osmańskim, uważanym za zagrożenie dla europejskiego chrześcijaństwa. Stąd też wynikały morskie wyprawy po złoto do Afryki Zachodniej oraz Ameryki oraz po przyprawy korzenne do Indii.

### Niewolnictwo w Afryce
Niewolnictwo było praktykowane w Afryce, Europie, Azji oraz obu Amerykach na długo przed rozwinięciem się handlu transatlantyckiego. Czarnoskórzy niewolnicy byli transportowani do Europy nim Krzysztof Kolumb odkrył Amerykę. Afrykański handel niewolnikami dostarczał ludzi nie tylko do Europy, ale też na Bliski Wschód, zaś w krajach arabskich niewolnicy z Afryki byli znacznie liczniejsi niż na kontynencie europejskim.
Znaczny odsetek niewolników przybyłych do Europy stanowili jeńcy z afrykańskich wojen plemiennych. Zdarzały się również przypadki bogacenia się mieszkańców zachodniej Afryki na zniewalaniu i sprzedawaniu przedstawicieli innych społeczności. Praktyki te rozwinęły się między innymi w dorzeczu Nigru, gdzie organizowano liczne targi niewolników. Stamtąd niewolników transportowano na wybrzeże i sprzedawano w portach Europejczykom w zamian za broń, ubrania, alkohol i inne dobra.

### Kontakty handlowe Europy z Afryką
Po wielkich odkryciach geograficznych, Europejczycy zaczęli osiedlać się na innych kontynentach. W XV wieku kolonizatorzy działający z ramienia Królestwa Kastylii podbili Wyspy Kanaryjskie, przekształcając dużą część lądu w plantacje winorośli i trzciny cukrowej. W tym celu podporządkowali sobie też i zniewolili rdzennych mieszkańców wysp, Guanczów. Ekspansja w kierunku atlantyckich wysp nie była jednak spowodowana pobudkami wyłącznie ekonomicznymi. Portugalczycy wykorzystali Wyspy Kanaryjskie jako bazę do organizowania dalszych wypraw, nastawionych przede wszystkim na pozyskiwanie czarnoskórych niewolników z zachodnich wybrzeży Afryki. Niewolnicy ci byli później sprzedawani w basenie Morza Śródziemnego.
Przed rokiem 1494 król Portugalii Jan II Doskonały zawarł porozumienia z władcami wielu zachodnioafrykańskich państw, na mocy których Portugalczycy mogli prowadzić handel z mieszkańcami tych terytoriów. Pozwoliło to Portugalczykom zdobyć wpływy na wybrzeżu zachodnioafrykańskim bez użycia przemocy. Do incydentów z użyciem siły dochodziło rzadko. Jednym z nich była próba podbicia archipelagu Bijagós, którą portugalscy handlarze podjęli w 1535 roku. W 1571 roku natomiast Portugalczycy wspierani przez Królestwo Kongo przejęli kontrolę nad południowo-zachodnią Angolą w celu zabezpieczenia swoich interesów w tym regionie. Pomimo występowania tych nielicznych aktów przemocy, większość afrykańskich władców miała zapewnioną znaczną niezależność w polityce wobec handlarzy. Na przykład, w 1525 roku król Kongo Alfons I zajął francuski statek i pojmał jego załogę za nielegalny handel na wybrzeżu państwa.
Charakter kontaktów afrykańskich królestw z europejskimi handlarzami jest przedmiotem licznych dyskusji wśród historyków. Walter Rodney stwierdził, że mieszkańcy Afryki zostali wtłoczeni w tryby europejskiego systemu ekonomicznego, lecz partnerstwo to było nierówne. Polegało bowiem na wymianie niewolników i surowców naturalnych na produkty przetworzone, co mogło mieć przełożenie na ogólne ekonomiczne osłabienie kontynentu w kolejnych stuleciach. Do podobnych wniosków doszedł w swoich rozważaniach Ralph Austen. Przeciwnego zdania był natomiast między innymi John Thornton. Historyk ten dowodził, że we wczesnej epoce nowożytnej na kontynencie afrykańskim prężnie rozwijały się manufaktury. Anne Bailey zauważyła jednak, iż w procesie tym niewielkie znaczenie odgrywali mieszkańcy Afryki, zaś główną siłą napędową dla afrykańskiej gospodarki byli europejscy kolonizatorzy.

### Praca niewolników
Rozwinięcie się transatlantyckiego handlu niewolnikami było związane przede wszystkim z niedoborem rąk do pracy na kontynencie amerykańskim. Po przybyciu pierwszych kolonizatorów do Nowego Świata rozpoczęto intensywną eksploatację nowo odkrytych terenów. Do pracy na plantacjach i w kopalniach wykorzystywano początkowo rdzennych mieszkańców Ameryki. Panowała wśród nich jednak duża śmiertelność ze względu na skrajnie trudne warunki pracy i epidemie nieznanych dotąd w Ameryce chorób zawleczonych ze Starego Świata przez Europejczyków. W tej sytuacji do Ameryki próbowano ściągać z Europy najemnych pracowników, którzy w zamian za przewiezienie do Nowego Świata godzili się na przepracowanie określonego w umowie okresu. Równocześnie podjęto starania mające na celu wprowadzenie upraw roślin plantacyjnych do Europy. Zarówno jedno, jak i drugie działanie nie przyniosły jednak spodziewanych rezultatów. Dlatego też zdecydowano się pozyskiwać niewolników z zachodniej (a później także centralnej) Afryki.

## Historia

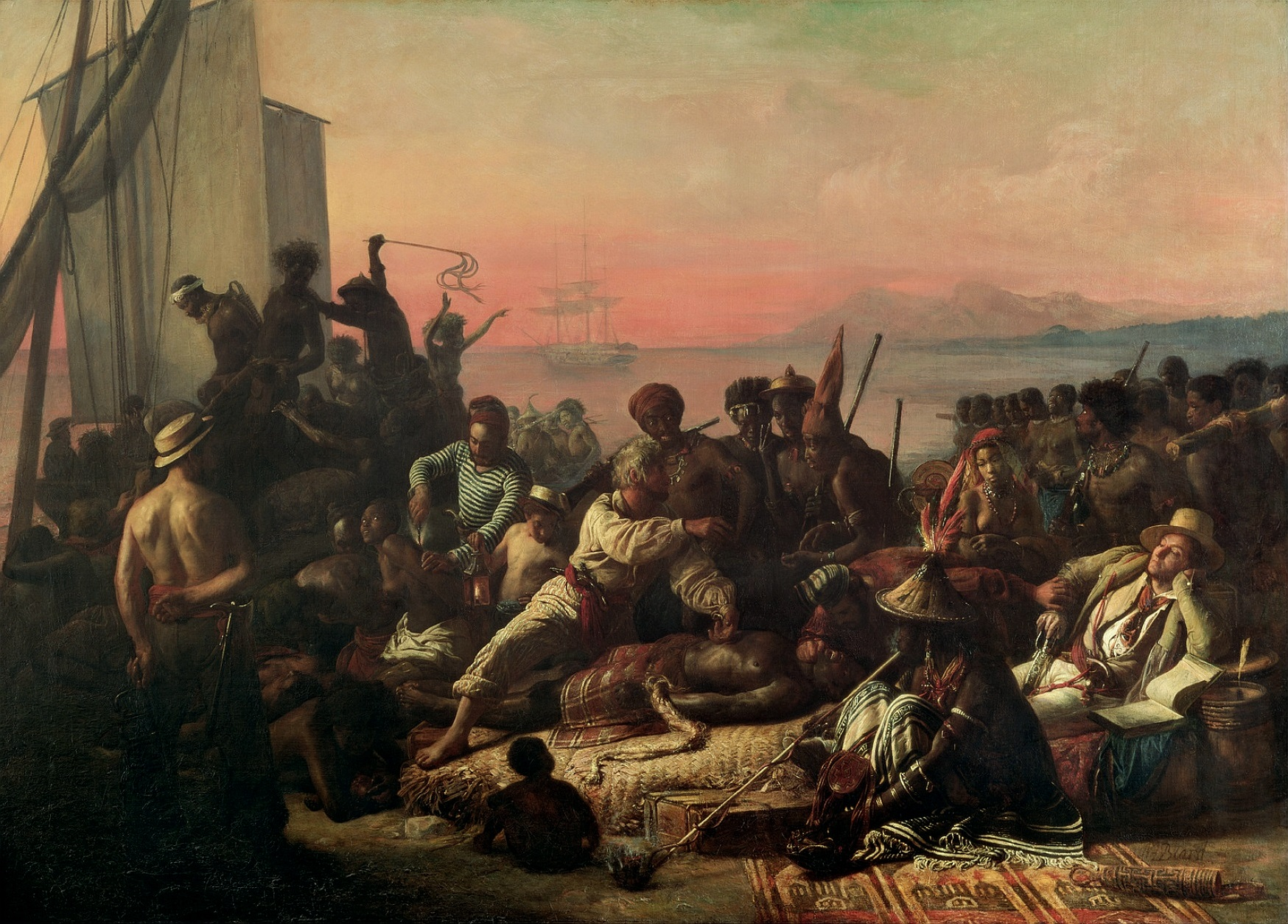
Handel niewolnikami (mal. Francois-Auguste Biard)

### Rozwój w epoce nowożytnej
Pierwsza faza transatlantyckiego handlu niewolnikami rozpoczęła się w 1502 roku i trwała aż do roku 1580, kiedy Portugalia zawarła unię z Hiszpanią. W okresie tym niewolników z Afryki transportowano przede wszystkim do portugalskich i hiszpańskich kolonii w Ameryce Południowej. Podczas gdy Portugalczycy angażowali się bezpośrednio w przewożenie zniewolonych ludzi, Hiszpanie korzystali z systemu opartego na asiento, czyli licencjach na handel niewolnikami, przyznawanych często zagranicznym kupcom. Większość spośród tych kupców stanowili Portugalczycy, co w połowie XV wieku pozwoliło im niemalże na osiągnięcie monopolu w handlu niewolnikami. Asiento uzyskiwali jednak także – choć w mniejszym zakresie – przedsiębiorcy z Anglii, Francji oraz Niderlandów. Po zawarciu unii portugalsko-hiszpańskiej Portugalia została objęta hiszpańskim systemem prawnym. Spowodowało to stopniowe ograniczenie udziału Portugalczyków w handlu niewolnikami na rzecz Anglików, Francuzów i Holendrów. W kolejnych dziesięcioleciach coraz więcej czarnoskórych niewolników było wysyłanych do Brazylii oraz na Karaiby. Pod koniec XVII wieku Wielka Brytania zdobyła czołową pozycję w transporcie niewolników z Afryki do Ameryki, utrzymując ją aż do początku XIX wieku. W ciągu całego okresu transatlantyckiego handlu niewolnikami najwięcej niewolników przewieziono statkami portugalskimi, a następnie były  to statki brytyjskie, francuskie, hiszpańskie, holenderskie, amerykańskie i duńskie. 
W 1808 r. Stany Zjednoczone i Wielka Brytania nałożyły liczne ograniczenia na handel afrykańskimi niewolnikami, co spowodowało spadek jego znaczenia.
Począwszy od XVI wieku, a skończywszy na wieku XIX, do Ameryki przewieziono około 12 milionów mieszkańców Afryki. Są to jednak dane bardzo niepewne. 3% z nich zostało przetransportowanych w pierwszym stuleciu rozwoju transatlantyckiego handlu niewolnikami. 16% przetransportowano w XVII wieku, około 50% w XVIII wieku, zaś nieco ponad 28% w wieku XIX.

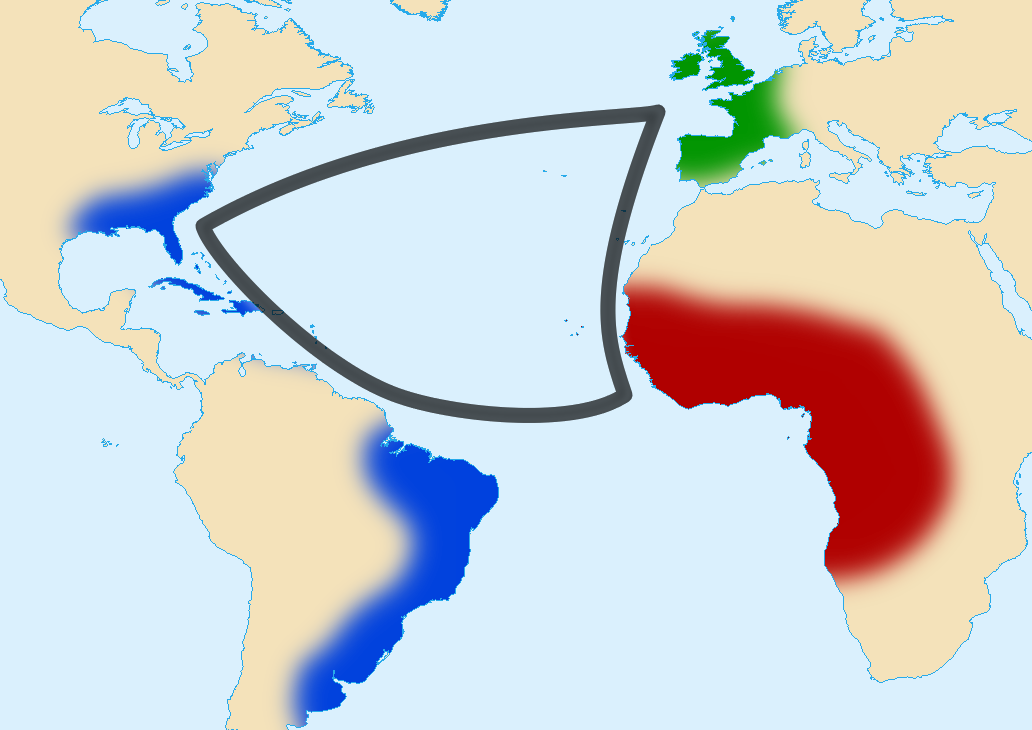
Schemat przedstawiający handel trójkątny w epoce nowożytnej

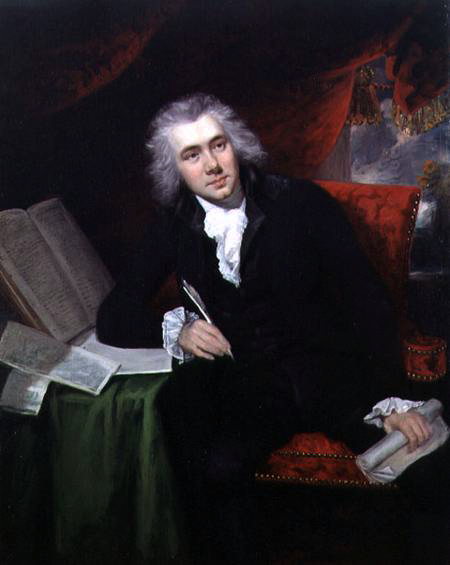
William Wilberforce, jeden z głównych przeciwników handlu niewolnikami z przełomu XVIII i XIX wieku

### Rola w handlu trójkątnym
Transport niewolników stał się jednym z najważniejszych części handlu trójkątnego, który rozwinął się u początków epoki nowożytnej. Żeglarze podróżowali po Atlantyku na podstawie utartego schematu. Najpierw przewozili z Europy do zachodniej Afryki różnego rodzaju materiały przetworzone, takie jak broń, alkohol, ceramika i narzędzia. Towary te sprzedawali następnie mieszkańcom Czarnego Lądu, w zamian zdobywając od nich niewolników. Ci byli transportowani do Ameryki i zatrudniani na plantacjach, skąd do Europy przewożono między innymi bawełnę, cukier, tytoń, melasę i rum. Czarnoskórzy niewolnicy stanowili w tym systemie istotną rolę jako czynnik skłaniający handlarzy podróżujących na kontynent amerykański do odwiedzenia po drodze Afryki. Według wielu opracowań niewolnicy byli głównym powodem, dla którego handel trójkątny zaistniał.

### Zmierzch transatlantyckiego handlu niewolnikami
W XVIII wieku w Wielkiej Brytanii, Portugalii, Stanach Zjednoczonych, jak i innych państwach, wykształciła się opozycja przeciwko handlowi niewolnikami (abolicjonizm). Działacze tego ruchu zakładali, że zakaz handlu niewolnikami będzie się wiązał również ze zniesieniem niewolnictwa. Na czele przeciwników niewolnictwa stali członkowie Religijnego Towarzystwa Przyjaciół (kwakrzy) oraz elita Kościoła ewangelickiego (np. William Wilberforce). Z czasem ruch został zasilony przez kolejnych zwolenników. W opozycji do nich trwali jednak właściciele kolonialnych przedsiębiorstw, czerpiący znaczne zyski z handlu niewolnikami i ich wykorzystywania.
Pod koniec XVIII wieku zwolennicy zniesienia niewolnictwa zaczęli odnosić jednak pierwsze sukcesy. W 1772 roku decyzją Williama Murraya, ówczesnego Lorda Najwyższego Sędziego Anglii i Walii, niewolnicy, którzy dotarli na Wyspy Brytyjskie otrzymywali wolność. W 1778 roku z inicjatywy Thomasa Jeffersona, Wirginia stała się pierwszym stanem USA, do którego zakazano sprowadzać niewolników na sprzedaż. Przybyszom z innych stanów zezwolono wówczas jedynie na ściągnięcie własnych niewolników w celach niekomercyjnych, zaś nielegalna sprzedaż niewolników była surowo karana. Pierwszym krajem, który zakazał handlu niewolnikami została w 1792 roku Dania. W 1807 roku na mocy ustawy Slave Trade Act z 25 marca handlu niewolnikami zakazano w Wielkiej Brytanii. Odtąd Royal Navy zaczęła podejmować działania zmierzające do ograniczenia handlu niewolnikami również przez inne kraje, traktując go jako odmianę piractwa i karząc śmiercią za posiadanie niewolników na pokładzie. Proces odchodzenia od handlu niewolnikami na obszarze całych Stanów Zjednoczonych rozpoczął się z kolei w roku 1794, kiedy to Kongres Stanów Zjednoczonych zakazał budowy lub wyposażania statków przeznaczonych do handlu niewolnikami. W 1807 roku Kongres zakazał natomiast importu niewolników począwszy od 1808 r. na podstawie art. 1 paragraf 9 Konstytucji. Jednocześnie jednak zachowano możliwość handlu niewolnikami na obszarze Stanów Zjednoczonych.
W niewielkich koloniach Francji niewolnictwo zostało zakazane 4 lutego 1794 r. Ustawa z 20 maja 1802 zachowywała niewolnictwo i handel niewolnikami w koloniach odzyskanych przez pokój w Amiens. Wymuszenie przywrócenia niewolnictwa spadło m.in. na polskie oddziały  wysłane przez Napoleona Bonaparte na Santo Domingo.
Wyjatkową rolę w likwidacji handlu niewolnikami oraz zniesieniu niewolnictwa spełniło Imperium Brytyjskie. Był to efekt długiej walki przeciwników niewolnictwa, kierujących się względami moralnymi i religijnymi (m.in., kwakrzy i inne grupy protestanckie). W 1807 parlament Zjednoczonego Królestwa zdelegalizował handel niewolnikami w Imperium Brytyjskim. Po roku 1807 Brytyjczycy podjęli starania dyplomatyczne zmierzające do ograniczenia handlu niewolnikami również i w innych państwach europejskich. Na mocy rozejmu portugalsko-brytyjskiego z 1810 roku Portugalia zobowiązała się do ograniczenia importu niewolników do jej kolonii. W 1813 roku Szwedzi w wyniku traktatu z Wielką Brytanią zakazali handlu niewolnikami, zaś w 1814 roku w podobnych okolicznościach uczynili to Holendrzy. Pokój paryski z 1814 roku nałożył natomiast na Francuzów zobowiązanie do zniesienia handlu niewolnikami w ciągu pięciu lat. W 1808 roku Brytyjczycy utworzyli także Eskadrę Zachodnioafrykańską, której zadaniem było przeciwdziałanie transatlantyckiemu handlowi niewolnikami. W 1850 roku eskadra ta składała się z ok. 25 statków, na których służyło ok. 2000 ludzi. Wspierało ją kilka jednostek amerykańskich i żeglarze rekrutowani na terenie obecnej Liberii. W latach 1807–1860 eskadra przechwyciła ok. 1600 statków używanych do transportu niewolników oraz oswobodziła ok. 150 tys. przewożonych do Ameryki ludzi. Uwolnieni byli przewożeni do brytyjskiej kolonii Sierra Leone, gdzie pracowali jako „praktykanci”, dopóki niewolnictwo nie zostało zniesione na mocy Aktu Zniesienia Niewolnictwa z 1833 roku.
Traktat Webstera-Ashburtona z 1842 r. ustalał współdziałanie USA z Wielką Brytanią w sprawie zwalczania tego handlu.
W I połowie XIX wieku państwa amerykańskie stopniowo zakazywały importu niewolników. Ostatnim z nich była Brazylia, gdzie sprowadzania niewolników zakazano w roku 1831. W kolejnych dziesięcioleciach nadal praktykowano jednak handel niewolnikami, choć tym razem już nielegalnie. Transatlantycki handel niewolnikami wygasł dopiero w latach 60. XIX wieku. Ostatnim statkiem, który przewiózł niewolników do Stanów Zjednoczonych, był szkuner Clotilde. Jego załoga wylądowała w 1859 roku w okolicach miasta Mobile, w Alabamie.
Konferencja berlińska w akcie końcowym z 26 lutego 1885 r. zobowiązała państwa kolonialne do zakazu handlu niewolnikami, zakaz powtórzyła konwencja z Brukseli 2 lipca 1890. Traktat wersalski nakazywał, by państwa przejmujące terytorium mandatowe czyniły to na warunkach, które uniemożliwią nadużycia, jak handel niewolnikami, bronią i alkoholem (art. 22) i powierzał Lidze Narodów ogólny nadzór nad porozumieniami w sprawie handlu kobietami i dziećmi, handlu opium i innymi szkodliwymi środkami (art. 23 c). Konwencja w sprawie niewolnictwa uchwalona została w 1926 r.
Zgromadzenie Ogólne ONZ uchwałą z 28 listopada 2006 ogłosiło 25 marca 2007 Międzynarodowy Dzień Pamięci Dwusetnej Rocznicy Zniesienia Transatlantyckiego Handlu Niewolnikami z okazji 200-lecia ustawy z 25 marca 1807 (p. Międzynarodowy Dzień Pamięci o Handlu Niewolnikami i jego Zniesieniu).

## Charakterystyka

### Pozyskiwanie niewolników w Afryce

Główne regiony pozyskiwania niewolników w Afryce w XVI-XIX wieku

Europejczycy pozyskiwali niewolników w Afryce, lecz rzadko czynili to bezpośrednio. Do czasu upowszechnienia się chininy, zazwyczaj nie zapuszczali się w głąb kontynentu z obawy przed chorobami tropikalnymi i oporem ze strony rdzennych mieszkańców. Dlatego też od samego początku istotną rolę w handlu niewolnikami odgrywała ludność tubylcza. Niewolnicy pochodzili najczęściej z plemion sąsiadujących z tymi, które współpracowały z europejskimi handlarzami. Byli to przede wszystkim jeńcy wojenni oraz ofiary porwań. Zdarzały się także przypadki sprzedawania schwytanych przestępców. Niektórzy władcy afrykańscy odmawiali jednak Europejczykom sprzedawania przestępców lub jeńców wojennych. Jednym z nich był żyjący w XIX wieku król Jaja z Opobo. 
Pozyskiwanie niewolników nie przybierało takiej samej skali we wszystkich regionach Afryki Zachodniej. Handel niewolnikami koncentrował się na ośmiu obszarach, z których w latach 1650–1900 wywieziono około 10,24 mln niewolników.  Były to:
- Senegal i Gambia – 4,8%
- Górna Gwinea – 4,1%
- Wybrzeże Pieprzowe – 1,8%
- Złote Wybrzeże – 10,4%
- Zatoka Beninu – 20,2%
- Zatoka Bonny – 14,6%
- Kotlina Konga i Angola – 39,4%
- Mozambik i Madagaskar – 4,7%

### Podróż do Ameryki

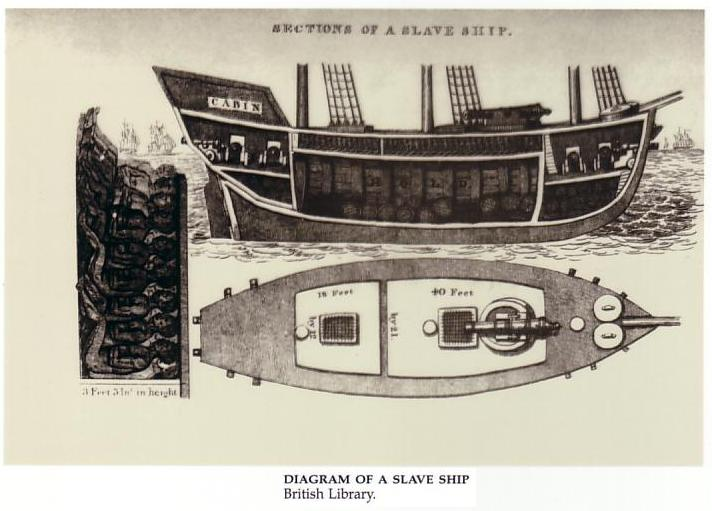
Rysunek z 1831 roku przedstawiający statek do przewożenia niewolników

Po zakupieniu przez europejskich handlarzy niewolnicy oczekiwali na podróż do Ameryki w faktoriach, będących placówkami handlowymi państw europejskich. Do największych ośrodków koncentracji niewolników zalicza się Benguelę w Angoli, Elminę w Ghanie oraz Bonny w Nigerii. Według wyliczeń Miltona Meltzera pobytu w faktoriach nie przetrwało ok. 820 tys., co stanowiło ok. 4,5% niewolników wysyłanych do Ameryki.
Po załadowaniu na statki rozpoczynała się podróż, która stanowiła drugi etap trasy pokonywanej przez europejskich żeglarzy w ramach handlu trójkątnego. Na okrętach panowały trudne warunki. Na każdym z nich jednorazowo przewożono od 350 do 600 niewolników, wśród których szerzyły się liczne śmiertelne choroby. Podczas podróży przez Ocean Atlantycki życie straciło około 2,2 mln niewolników, a więc ok. 12,5% spośród wszystkich przewożonych. Według wyliczeń Raymonda L. Cohna wskaźnik śmiertelności niewolników z upływem czasu spadał. Wiązało się to przede wszystkim ze skróceniem czasu trwania podróży. W wieku XVIII dopłynięcie z zachodnich wybrzeży Afryki na kontynent amerykański zajmowało bowiem jeszcze ok. 2,5 miesiąca, zaś w wieku XIX żeglarze pokonywali tę odległość w maksymalnie dwa miesiące.

### Punkty docelowe
Niewolnicy przetransportowani do Ameryki byli wykorzystywani w posiadłościach wszystkich europejskich państw kolonialnych. Największą rolę odgrywali w koloniach portugalskich (Brazylia) oraz brytyjskich i francuskich posiadłościach na Karaibach (głównie przy uprawie trzciny cukrowej). Pierwsze transporty niewolników dotarły jednak w 1502 roku na hiszpańską Hispaniolę (obecnie Haiti). W 1513 roku pierwsi niewolnicy dotarli na Kubę, w 1518 roku na Jamajkę, zaś w 1526 roku – do Hondurasu, Gwatemali oraz na obszar przyszłych Stanów Zjednoczonych.
| Region                                               | Liczba (w tys.) | Wartość w procentach |
| ---------------------------------------------------- | --------------- | -------------------- |
| Europa                                               | 50              | 0,5%                 |
| Madera, Wyspy Kanaryjskie, Wyspy Zielonego Przylądka | 25              | 0,3%                 |
| Wyspa Świętego Tomasza                               | 100             | 1%                   |
| Obszar obecnych Stanów Zjednoczonych                 | 427             | 4,5%                 |
| Meksyk                                               | 200             | 2,1%                 |
| Ameryka Centralna                                    | 24              | 0,3%                 |
| Haiti                                                | 894             | 9,3%                 |
| Kuba                                                 | 702             | 7,3%                 |
| Portoryko                                            | 77              | 0,8%                 |
| Jamajka                                              | 748             | 7,8%                 |
| Małe Antyle                                          | 1 619           | 16,9%                |
| Surinam i Gujana                                     | 531             | 5,6%                 |
| Brazylia                                             | 3 647           | 38,1%                |
| Hiszpańskie kolonie w Ameryce Południowej            | 522             | 5,5%                 |